# Панков, Борис Никифорович
Бори́с Ники́форович Панко́в (25 июля [6 августа] 1896 — 13 мая 1974) — советский военачальник, участник Великой Отечественной войны. Герой Советского Союза (6 апреля 1945 года). Гвардии генерал-майор (17.11.1943),

## Детство и молодость
Родился в деревне 1-е Лукино (ныне — в Свердловском районе Орловской области) в крестьянской семье 25 июля (6 августа) 1896 и окончил 7 классов школы. С 1913 года работал шахтёром на руднике «Золотой» на станции Марьевка в Екатеринославской губернии.

## Первая мировая и гражданская войны
В феврале 1915 года был призван на Российский императорский флот, окончил школу комендоров Черноморского флота. В 1915 году служил комендором на эсминце «Пылкий» Черноморского флота, на котором участвовал в боевых походах к берегам Турции. В декабре 1915 года списан с флота и зачислен в Русскую императорскую армию. С января 1916 года служил в 193-м запасном батальоне в Москве. Зачислен в состав 2-й особой русской пехотной бригады генерал-майора М. К. Дитерихса Экспедиционного корпуса Русской армии. Участник Первой мировой войны на Салоникском фронте в Греции, куда прибыл в июле 1916 года через Францию. Был ранен в бою, за отличия после выздоровления зачислен в учебную команду 3-го особого пехотного полка этой бригады. В 1917 году окончил её и в чине старшего унтер-офицера назначен на должность командира взвода.
После Октябрьской революции избран солдатами членом ротного и полкового солдатских комитетов, поддерживал требования о возвращении русских войск на Родину. В декабре 1917 года полк под этими требованиями отказался выступать на передовую и был разоружён. С личным составом полка был направлен в специальный лагерь, где использовался на тыловых работах. В октябре 1918 года бежал из лагеря, Пробрался в Болгарию, жил на случайные заработки в Софии и в Варне. По соглашению между правительствами Советской России и Болгарии в начале 1920 года всех желающих вернуться в Россию бывших русских военнопленных болгарские власти обязались доставить в Одессу. Однако Панков оказался в партии (1600 человек), которых вместо Одессы в начале 1920 на кораблях доставили в Новороссийск, занятый Белой армией. Там всех доставленных солдат пытались мобилизовать в Белую армию, но Панков сумел скрыться и добрался до Севастополя, где устроился на работу сторожем.
В  Красную Армию вступил добровольцем в ноябре 1920 года, сразу после занятия Севастополя красными войсками. Тогда же, в 1920 году, вступил в РКП(б). С ноября 1920 по январь 1921 года служил в 9-й отдельной флотской роте Морских сил Чёрного и Азовского морей, которая охраняла военные склады флота в Сухарной балке. В феврале 1921 года окончил краткосрочные курсы при политпросвете Морских сил Чёрного и Азовского морей, назначен заведующим клубом и библиотекой Морского госпиталя в Севастополе. В мае 1921 года направлен учиться в школу заведующих клубов и комиссаров в Харькове, но оттуда в августе 1921 года перешёл на работу в органы ВЧК.

## Межвоенный период (ВЧК и пограничные войска)
С августа 1921 года — уполномоченный Харьковской губернской ЧК. Не успев принять участие в сражениях Гражданской войны, активно участвовал в операциях и боевых действиях против многочисленных банд, кишевших после войны в начале 1920-х годов по всей стране. С июня 1922 года служил в войсках ОГПУ старшиной 90-го отдельного Харьковского дивизиона ОГПУ.
С ноября 1922 года служил в пограничных войсках ОГПУ: начальник хозяйственной команды 7-го отдельного пограничного батальона ОГПУ, начальник хозяйственной команды 5-го пограничного отряда в Волочиске и 26-го отдельного пограничного батальона в Нахичевани, в октябре 1923 года назначен командиром взвода этого батальона. С 26 мая 1924 года — начальник пограничной заставы 41-го Нахичеванского пограничного отряда на советско-турецкой границе.
В октябре 1924 года направлен на учёбу, а в сентябре 1925 года окончил Высшую пограничную школу ОГПУ. По её окончании назначен командиром взвода 4-й пограничной школы ОГПУ в Тбилиси. С ноября 1926 по октябрь 1928 — начальник пограничной заставы Отдельной Бакинской пограничной комендатуры. В 1929 году окончил Кавалерийские курсы усовершенствования командного состава РККА в Новочеркасске. С сентября 1929 — помощник коменданта по строевой части 42-го Джебраильского пограничного отряда в Нагорном Карабахе. С мая 1930 года служил инструктором по строевой подготовке 39-го Ленинаканского пограничного отряда, с декабря того же года на такой же должности в 40-м Ереванском пограничном отряде. В конце 1920-начале 1930-х годов участвовал в широкомасштабных операциях по ликвидации бандитизма в Закавказье. С мая 1931 года — помощник командира и командир дивизиона окружной школы младшего комсостава войск Закавказского ОГПУ в г. Закаталы. С июня 1932 года — командир учебного кавалерийского дивизиона 8-го полка ОГПУ, с декабря 1933 года — на такой же должности в Высшей пограничной школе ОГПУ в Москве.
В 1934 году Б. Н. Панков вторично окончил Кавалерийские курсы усовершенствования командного состава РККА в Новочеркасске, после чего в мае этого года назначен командиром-военкомом отдельного кавалерийского дивизиона НКВД по Средневолжскому краю (с 1935 года — Кубышевский край). С декабря 1937 года — командир 11-го Краснознаменного ремонтного кавалерийского пограничного полка в Алма-Ате (по другим данным — командир 9-го ремонтного кавалерийского полка НКВД СССР в Новосибирске).

## Великая Отечественная война
В июне 1941 года назначен заместителем начальника снабжения Казахского пограничного округа. В декабре 1941 года майор Б. Н. Панков назначен командиром формирующейся в Акмолинске 106-й Казахской национальной кавалерийской дивизии Среднеазиатского военного округа. 16 марта 1942 года направлен в распоряжение Инспекции кавалерии РККА.
На фронтах Великой Отечественной войны — с августа 1942 года, будучи назначен заместителем командира по тылу 3-го гвардейского кавалерийского корпуса генерал-майора И. А. Плиева на Сталинградском фронте. Участвовал в оборонительном этапе Сталинградской битвы, но в октябре 1942 года тяжело заболел и направлен в госпиталь.
По выздоровлении с января 1943 года был заместителем командира 27-й гвардейской стрелковой дивизии 65-й армии Донского фронта, участвовал в ликвидации окружённой в Сталинграде 6-й немецкой армии, а в июле 1943 года — в Изюм-Барвенковской наступательной операции.
С 7 августа 1943 года и до Победы — командир 88-й гвардейской стрелковой дивизии в составе 8-й гвардейской армии на Юго-Западном, с октября 1943 — на 3-м Украинском, с июня 1944 — на 1-м Белорусском фронте. Под его командованием дивизия участвовала в Донбасской (1943 года) наступательной операции, в битве за Днепр (в т.ч. в Нижнеднепровской, Запорожской и Днепропетровской фронтовых наступательных операциях), в Никопольско-Криворожской, Березнеговато-Снигирёвской и в Одесской наступательных операциях. Был ранен в мае 1944 года в боях на Днестре, через два месяца вернулся в строй.
За глубокий прорыв немецкой обороны по реке Ингулец с внезапным ночным форсированием реки 3 марта 1944 года был представлен командиром 28-го гвардейского стрелкового корпуса генерал-лейтенантом С. И. Морозовым к присвоению звания Героя Советского Союза, это представление поддержал командующий 8-й гвардейской армией генерал-полковник В. И. Чуйков, но командующий фронтом Р. Я. Малиновский понизил награду до ордена Суворова 2-й степени.
Командир 88-й гвардейской стрелковой дивизии (28-й гвардейский стрелковый корпус, 8-я гвардейская армия, 1-й Белорусский фронт) гвардии генерал-майор Б. Н. Панков проявил исключительную отвагу и мастерство в ходе Люблин-Брестской фронтовой наступательной операция — составной части Белорусской стратегической операции. Под его командованием дивизия успешно прорвала многоэшелонированную немецкую обороны 18 июля 1944 года юго-западнее Ковеля. В первый же день наступления противник был выбит из пяти населённых пунктов, превращённых в мощные узлы обороны. Перейдя к преследованию противника, дивизия с ходу форсировала реку Западный Буг, не дав отходящим немецким войскам занять подготовленный по реке оборонительный рубеж. В последующие дни дивизия стремительно прошла ещё свыше 200 километров и одной из первых вышла на реку Висла. Противнику был нанесён большой урон в живой силе и в технике, который только в боях под Ковелем составил 1700 убитых солдат и офицеров, 25 уничтоженных артиллерийских орудий и 50 пулемётов. Были захвачены 676 пленных. За эту операцию в конце июля 1944 года он был представлен к званию Героя.
Указом Президиума Верховного Совета СССР от 6 апреля 1945 года за «образцовое выполнение боевых заданий командования на фронте борьбы с немецкими захватчиками и проявленные при этом отвагу и геройство» гвардии генерал-майору Борису Никифоровичу Панкову присвоено звание Героя Советского Союза с вручением ордена Ленина и медали «Золотая Звезда».
На завершающем этапе войны успешно действовал в ходе борьбы за Магнушевский плацдарм, в Висло-Одерской операции, в боевых действиях по удержанию и расширению Кюстринского плацдарма и в Берлинской наступательной операции. Победу с своей дивизией встретил в центре Берлина. Во время командования Б. Панковым дивизией (менее двух лет) она получила почётное наименование «Запорожская» (14.10.1943) и была награждена орденами Суворова 2-й степени (19.03.1944), Богдана Хмельницкого 2-й степени (9.09.1944) и Ленина (28.05.1945).

## Послевоенная биография
Командовал той же дивизией (вместе с армией в июле 1945 года передана в состав Группы советских оккупационных войск в Германии). С января 1946 года находился на лечении. В октябре 1946 года генерал-майор Б. Н. Панков уволен в запас по болезни.
Проживал в Кисловодске, затем переехал в Запорожье. Скончался 13 мая 1974 года. Похоронен на Капустяном кладбище в Запорожье.
В посёлке Змиёвка Свердловского района Орловской области установлен памятный знак герою.

## Награды
- Герой Советского Союза (6 апреля 1945 года, № 5165);
- два ордена Ленина (21.02.1945, 6.04.1945);
- два ордена Красного Знамени (28.10.1943, 3.11.1944);
- орден Суворова II степени (3.06.1944);
- орден Кутузова II степени (29.05.1945);
- орден Александра Невского (6.10.1943);
- медаль «За оборону Сталинграда» (22.12.1942);
- медаль «За взятие Берлина» (1945);
- другие медали;

иностранные награды
- Орден Тудора Владимиреску IV степени (Румыния, 24.10.1969);[6]
- Медаль «25 лет освобождения Румынии» (Румыния, 3.11.1969).